# Vârful Gruiu, Munții Parâng
Gruiu este un vârf montan situat în Munții Parâng care are o altitudine de 2358 m. Accesul pe vârf se poate face dinspre Vârful Parângul Mare (vest) sau dinspre Vârful Pâcleșa (est) din traseul de creastă. Din șaua Gruiu, ce-l desparte de vârful Parângul Mare, se poate coborî către lacul Roșiile.

## Galerie foto

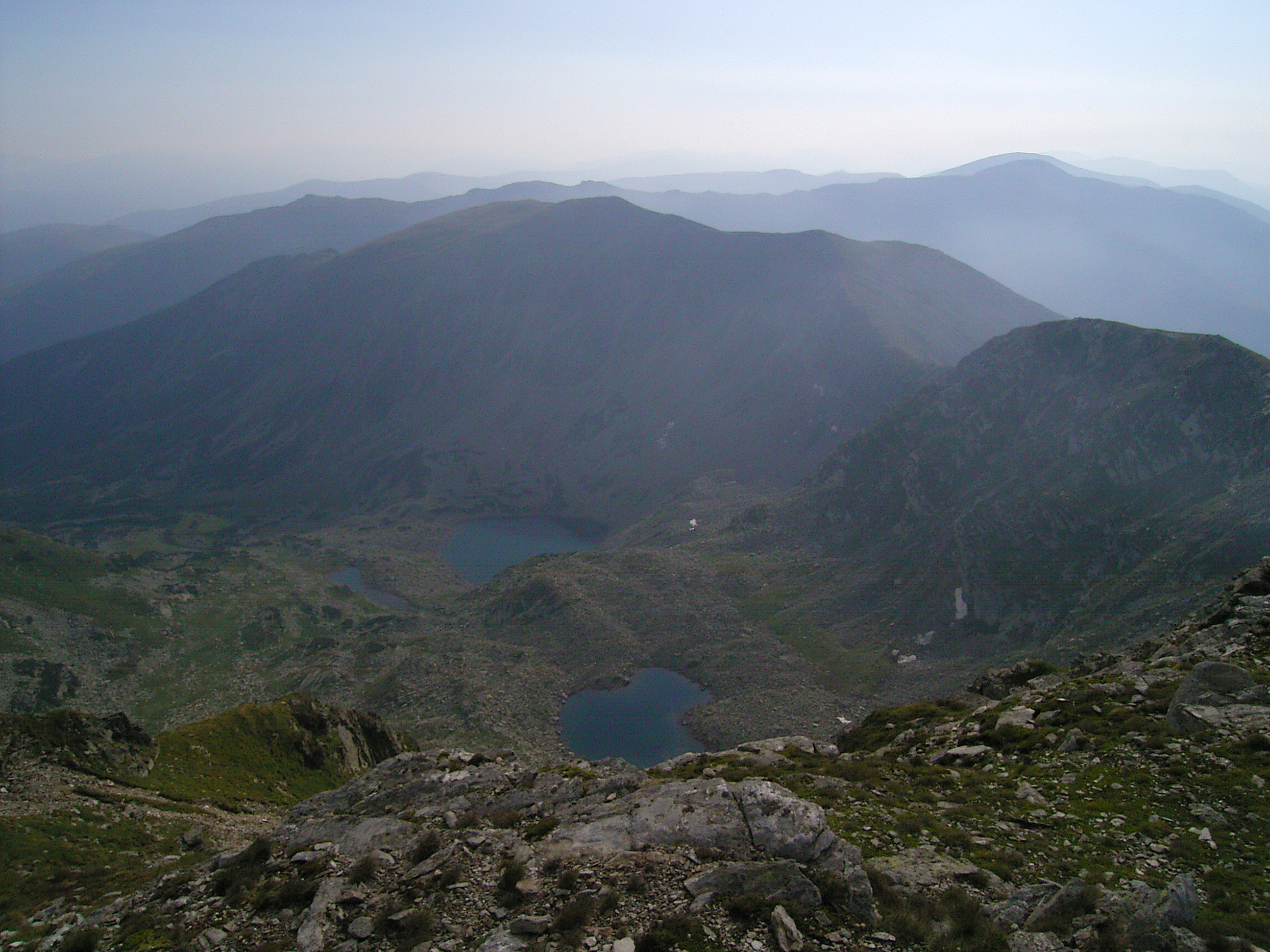
Vârfurile Gruiu, Pâcleşa şi Ieşu
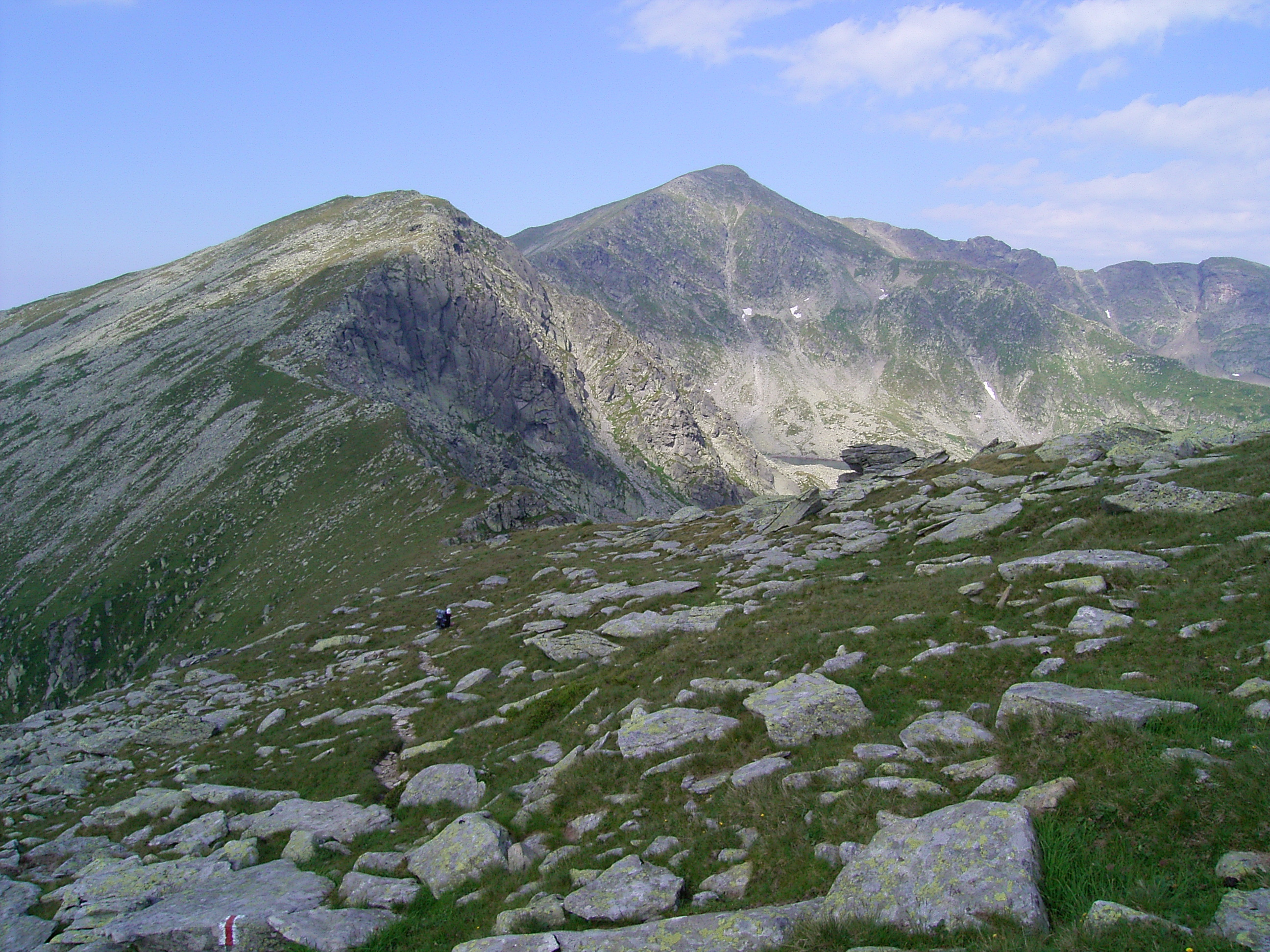
Vârfurile Gruiu şi Parângul Mare